# УТР
«УТР» — закрита супутникова телерадіокомпанія, створена згідно з Указом і дорученням Президента України та рішенням РНБО.

## Основні напрямки
Головною метою створення Національного каналу супутникового телерадіомовлення було забезпечення входження України у світовий інформаційний простір та вирішення наступних завдань:
- входження національної інформаційної інфраструктури до європейської інформаційної інфраструктури та глобальної інформаційної інфраструктури;
- розповсюдження як в Україні, так і за кордоном технічними й технологічними засобами об'єктивної інформації про процеси, що відбувалися в нашій державі та у світі, виходячи з гарантування прав громадян на свободу думки й слова, на отримання повної, достовірної та оперативної інформації, на відкрите і вільне обговорення суспільних питань;
- розроблення та реалізація програмної політики, що відповідала б національним інтересам України й формуванню демократичного суспільства;
- створення конкурентоспроможної інформаційної продукції та розповсюдження, обмін і продаж її в Україні й за кордоном;
- сприяння зміцненню міжнародних зв'язків України, зростанню її авторитету у світі.

## Історія
Державна телерадіокомпанія «Всесвітня служба „УТР“» була створена згідно з Указом і дорученнями Президента України та рішеннями Ради Національної Безпеки і Оборони України. 
«УТР» розпочала розміщувати в ефірі перші експериментальні передачі на супутниковому каналі „Експрес” 1 березня 2003 року (початковий обсяг&nbsp— 4 години на добу). Здійснення технічної трансляції забезпечувало Державне підприємство «Укркосмос». 22 жовтня 2003 року Національна рада України з питань телебачення і радіомовлення ухвалила рішення про видачу «УТР» ліцензії на супутникове мовлення.
Проєкт «УТР» був закритий 1 жовтня 2015 року з прийняттям Закону України «Про систему іномовлення України» та створенням Мультимедійної платформи іномовлення України. «УТР» був замінений на «UA|TV».

## Концепція мовлення
Згідно з концепцією мовлення, затвердженою Кабінетом Міністрів України, програми «УТР» транслювалися на супутникових каналах на Євразію та Північну і Південну Америку. Також була створена Перша національна мережа розповсюдження сигналу «УТР» в кабельних та ефірно-кабельних мережах України і на частотах 24 обласних телерадіокомпаній, які мають власні мережі розповсюдження телесигналу.

## Керівництво
- Юричко Василь Васильович — Генеральний директор УТР
- Земляний Володимир Михайлович — Заступник генерального директора
- Круглов Ігор Валерійович — Заступник генерального директора
- Троян Лариса Петрівна — Заступник генерального директора
- Матяш Юрій Григорович — Заступник генерального директора
- Пелепець Віктор Олексійович — Директор програм УТР
- Череватий Леонід Тимофійович — Головний режисер УТР
- Латанський Ростислав Олексійович — Головний бухгалтер УТР

## Програми
- Новини "Пульс"
- Україна: час місцевий
- Україна: Євро-2012. Футбольні діалоги
- Знамениті українці
- Україна дипломатична